# Ilse Reiter-Zatloukal
Ilse Reiter-Zatloukal (* 1960 in Wien als Ilse Reiter) ist eine österreichische Rechtshistorikerin und Hochschullehrerin.

## Leben und Wirken
Nach der Matura 1978 studierte Ilse Reiter an der Universität Wien Rechtswissenschaften und wurde 1982 promoviert. Anschließend war sie an der Rechtswissenschaftlichen Fakultät der Universität Wien als Universitätsassistentin tätig (Institut für Österreichische und Deutsche Rechtsgeschichte bzw. Österreichische und Europäische Rechtsgeschichte). Im Jahr 1997 habilitierte sie sich für Österreichische und Deutsche Rechtsgeschichte, war in der Folge außerordentliche Universitätsprofessorin und ist seit 2019 Universitätsprofessorin am Institut für Rechts- und Verfassungsgeschichte der Rechtswissenschaftlichen Fakultät der Universität Wien.
Ihre Forschungsschwerpunkte sind: Rechts- und Verfassungsgeschichte im Austrofaschismus und Nationalsozialismus, Geschichte der juristischen Berufe, des Migrationsrechts und Staatsbürgerschaftsrechts sowie Strafrechts- und Geschlechtergeschichten im 19. und 20. Jahrhundert. Sie veröffentlichte Monographien, zahlreiche Fachartikel, eine Quellenedition zur österreichischen Verfassungsgeschichte und ist Co-Autorin des Lehrbuches Manual: Rechts- und Verfassungsgeschichte.
In der universitären Selbstverwaltung und Personalvertretung war und ist Ilse Reiter-Zatloukal in zahlreichen Funktionen tätig, z. B. Senat, Fakultätsvertretung, Institutsleitung, Betriebsrat des wissenschaftlichen Personals.
Sie ist Mitglied der Kommission für Rechtsgeschichte Österreichs an der Österreichischen Akademie der Wissenschaften und der Vereinigung für Verfassungsgeschichte und ist Präsidentin der Zentralen österreichischen Forschungsstelle Nachkriegsjustiz am Dokumentationsarchiv des österreichischen Widerstandes.
Ilse Reiter-Zatloukal ist mit dem Altgermanisten i. R. Klaus Zatloukal verheiratet und hat zwei Kinder.

## Publikationen (Auswahl)
- als Ilse Reiter: Ausgewiesen, abgeschoben. Eine Geschichte des Ausweisungsrechts in Österreich vom ausgehenden 18. bis ins 20. Jahrhundert (= Wiener Studien zu Geschichte, Recht und Gesellschaft. Band 2). Peter Lang, Frankfurt am Main u. a. 2000, ISBN 3-631-35340-5.
- als Ilse Reiter: Gustav Harpner (1864–1924). Vom Anarchistenverteidiger zum Anwalt der Republik. Böhlau, Wien u. a. 2008, ISBN 978-3-205-78144-8.
- gemeinsam mit Barbara Sauer: Advokaten 1938. Das Schicksal der in den Jahren 1938 bis 1945 verfolgten österreichischen Rechtsanwältinnen und Rechtsanwälte. Manz, Wien 2010, ISBN 978-3-214-04194-6.
- als Herausgeberin, gemeinsam mit Christiane Rothländer und Pia Schölnberger: Österreich 1933–1938. Interdisziplinäre Annäherungen an das Dollfuß-/Schuschnigg-Regime. Böhlau, Wien / Köln / Weimar 2012, ISBN 978-3-205-78787-7.
- als Herausgeberin, gemeinsam mit Gertrude Enderle-Burcel: Antisemitismus in Österreich 1933–1938. Böhlau, Wien u. a. 2018, ISBN 978-3-205-20126-7.
- gemeinsam mit Barbara Sauer: Advokaten 1938. The fate of the lawyers and trainess registered with the Autrian Regional Bars barred from practising in the legal profession from 1938 to 1945, hrsg. vom Verein zur Erforschung der anwaltlichen Berufsgeschichte der zwischen 1938 und 1945 diskreditierten Mitglieder der österreichischen Rechtsanwaltskammern, 2. deutlich erweiterte Aufl/english edition, Wien: Manz 2022, 704 Seiten, ISBN 978-3-214-04198-4.

## Belege
1. 1 2  Persönliche Website Universität Wien. Universität Wien, abgerufen am 19. Januar 2019.
2. ↑  Publikationsverzeichnis. (PDF; 334 kB) Universität Wien, 6. Dezember 2018, abgerufen am 23. April 2020.
3. ↑  KRGÖ an der Universität Wien | Mitglieder. In: rechtsgeschichte.at. Abgerufen am 19. Januar 2019.
4. ↑  Leitung der Forschungsstelle Nachkriegsjustiz. In: nachkriegsjustiz.at. Abgerufen am 19. Januar 2019.

| Personendaten    | Personendaten                                            |
| ---------------- | -------------------------------------------------------- |
| NAME             | Reiter-Zatloukal, Ilse                                   |
| ALTERNATIVNAMEN  | Reiter, Ilse (Geburtsname)                               |
| KURZBESCHREIBUNG | österreichische Rechtshistorikerin und Hochschullehrerin |
| GEBURTSDATUM     | 1960                                                     |
| GEBURTSORT       | Wien                                                     |